# Estadio Municipal de El Plantío
El Estadio Municipal de El Plantío, o simplemente El Plantío, es el estadio de fútbol de la ciudad de Burgos. En este estadio disputa los partidos el equipo de la ciudad, el Burgos Club de Fútbol.

## Historia
El estudio inicial se ideó en la primavera de  1948, presentando la maqueta del proyecto a la prensa local que lo publicitó con profusión de detalles técnicos, indicando que en la futura ciudad deportiva que se está construyendo en los terrenos del 2 de mayo, se iba a incluir el nuevo campo de fútbol y a su alrededor se construirá una pista de atletismo de 400 metros todo según las especificaciones arquitectónicas elaboradas por los técnicos de Construcciones Militares. Dado que en Burgos iban a celebrarse los campeonatos nacionales del Frente de Juventudes, la urgencia de la construcción se centró en el complejo de atletismo, y su ubicación se situó al final de los amplios terrenos del "El Plantío" y de la hípica.
El proyecto señalaba que ante la fachada principal que debería ser  “amplia alegre y vistosa”, se construiría un aparcamiento para vehículos de 35 metros de ancho por 120 de largo. La extensión del campo tendría una superficie de 6500 metros cuadrados (100 por 65) delimitado por las líneas blancas del campo. La longitud de las rectas de la pista de atletismo del estadio, dividida en seis calles (7,45 de anchura) debía de poder albergar competiciones de 100 metros lisos y 110 obstáculos al disponer de esta distancia. Bajo la tribuna de tipo marquesina, se instalarían los servicios propios de árbitros y jugadores,  duchas, vestuarios y sobre todo el gimnasio con su aparataje,  y mesas de masajes. En el lateral derecho de la marquesina se instaló un Café-bar y en el lado izquierdo los servicios higiénicos (váteres). El foro estaba estimado en 14 000 espectadores para una población que no sobrepasaba en aquellos momentos los 70 000 habitantes capitalinos. 
La grada general inicialmente se estimó para 2400 espectadores a pesar de estar diseñada para la ocupación de 5000 seguidores. Para el drenaje del césped del campo de fútbol se pensó por la solución de la técnica conocida como “espina de pez”  que había dado unos excelentes resultados, y para las pistas de atletismo se escogió  cubrirlas de ceniza. 
La nueva tribuna estaba pensada para una capacidad de 1600 aficionados sentados, casi el doble al antiguo estadio “Zatorre”. Las 12 400 restantes plazas de a pie, se repartían por mitad (6200 espectadores) entre los dos fondos de portería. 
El 30 de diciembre de 1962  el regidor de la ciudad  Honorato Martín-Cobos Lagüera,  comunicaba y noticiaba la subasta de los terrenos para la construcción del nuevo campo de fútbol municipal. 17 días más tarde el Diario de Burgos publicaba en exclusiva un proyecto refrendado por la alcaldía y firmado por el arquitecto municipal Marín Tárrega.
La realidad sí que confirmó este nuevo diseño. El 22 de junio de 1963 comenzaron las obras de construcción del nuevo campo de fútbol que iba a tener un aforo de 12 000 espectadores. En un tiempo récord inferior a los 15 meses, el estadio era ya una realidad y el 2 de septiembre de 1964 el equipo del Burgos CF entrena por primera vez en El Plantío. Once días después, el 13 de septiembre de 1964 se juega el primer partido inaugural de la liga de la temporada 1964/65 ante el Indauchu, siendo el resultado de 2-0 para el equipo burgalés, es el primer partido de liga de la temporada en las nuevas instalaciones.
La primera alineación del Burgos C.F. en este estadio estuvo compuesta por Antonio Solana, Paquito, Zamora, Arsenio, Matute, Pestaña, Pita, Ventisca, Fábregas, Zubiaga y Ferreiro. Pita tuvo el honor de marcar el primer tanto en este emblemático estadio.
Hasta la inauguración del estadio municipal de El Plantío, los equipos de la ciudad de Burgos disputaban sus partidos originalmente en el campo de Lilaila. A comienzos de los años veinte se habilitó el campo de Laserna, un campo más acorde al auge del fútbol en la ciudad por aquel entonces. Más adelante, en los años cuarenta se construyó el Estadio de Zatorre, campo donde disputaba sus partidos la Gimnástica Burgalesa, predecesora del actual Burgos CF.
El estadio se sitúa a escasos metros de la ribera del río Arlanzón. Forma parte del complejo deportivo del Plantío, el más importante de la ciudad, junto a otras instalaciones deportivas como el pabellón multiusos Coliseum Burgos, las piscinas municipales de verano y climatizadas y el polideportivo.

## Actualidad
Tiene una capacidad de 12.642 espectadores una vez suprimidas las localidades de pie y a la dotación del estadio de asientos en el verano de 1991. Las dimensiones del terreno de juego son de 105 x 70, convirtiéndose en uno de los campos más grandes en superficie de juego de España.
A lo largo de su historia, el estadio ha sufrido varias remodelaciones. En 1977 se le añadieron los fondos norte y sur y en 1987 se reformaron los bajos y los vestuarios. En el verano de 1991 y estando el primer equipo de la ciudad, el por aquel entonces Real Burgos Club de Fútbol, en Primera División; se aprovechó para dotar al estadio de asientos con los colores del equipo (rojo, blanco y marrón) en las localidades de Tribuna y los dos fondos. Tras el último ascenso del equipo a la Segunda División en el año 2001 y para adecuarse a lo normativa de la Liga Nacional de Fútbol Profesional, se eliminaron las vallas de Tribuna y Lateral, se cambiaron las porterías por otras más modernas y se sustituyó el marcador manual que había entre la Tribuna y el Fondo Norte por uno eléctrónico al igual que se puso otro marcador también electrónico pero más sencillo entre la Lateral y el Fondo Sur para que así cualquier espectador desde cualquier punto del estadio fuera capaz de tener visualización directa de los mismos.
El estadio tiene actualmente las siguientes localidades de asiento:
- Fondo Norte
- Fondo Sur
- Tribuna
- Lateral

En 2011 se realizó un acto con el fin de homenajear a Lucio Arnáiz que fue una leyenda del club, en el cual se le entregó una placa destacando su gran trayectoria en el Burgos C. F.
El 2 de mayo de 2015, el alcalde de Burgos en ese año Javier Lacalle, anunció un proyecto de remodelación del estadio consistente en derribar la grada de Lateral para levantar una nueva, que quedaría unida a los fondos, cerrando de esta manera las esquinas existentes hasta ese momento. Con esta obra el estadio vería aumentado su aforo en aproximadamente 2000 espectadores.
(descontando el hecho que las esquinas se convirtieron en palcos vip y hubo que suprimir las filas superiores). Este hecho hubiera sido maravilloso!!
```
Dicho proyecto ya se ha ejecutado quedando sin renovar la tribuna principal, aunque están previstas más actuaciones futuras en el estadio. En el año 2020 se acabó de renovar la urbanización de las calles que rodean el recinto del estadio.
```

## Partidos internacionales
El Estadio Municipal de El Plantío nunca ha albergado partidos de la Selección española absoluta, en cambio sí que ha acogido 6 partidos de la Selección española sub-21:

### Partidos amistosos
| 18 de febrero de 1987 | España sub-21 | 1:2' | Inglaterra sub-21         |                                                                           |                                                                           |
|                       | Dadie 62'     |      | Rocastle 75' · Cottee 85' | Asistencia: 10.000 espectadores Árbitro(s): Joaquín Ramos Marcos (España) | Asistencia: 10.000 espectadores Árbitro(s): Joaquín Ramos Marcos (España) |

| 8 de septiembre de 1992 | España sub-21 | 0:1' | Inglaterra sub-21 |                                                                                    |                                                                                    |
|                         |               |      | Anderton 83'      | Asistencia: 10.000 espectadores Árbitro(s): José Enrique Rubio Valdivieso (España) | Asistencia: 10.000 espectadores Árbitro(s): José Enrique Rubio Valdivieso (España) |

### Partidos oficiales

#### Partido de clasificación para elXI campeonato de Europa sub-21
| 7 de junio de 1997 | España sub-21                                             | 4:0' | República Checa sub-21 |                                                                   |                                                                   |
|                    | Víctor 16' · De Paula 68' · Roger 82' (pen.) · Felipe 90' |      |                        | Asistencia: 10.000 espectadores Árbitro(s): Metin Tokat (Turquía) | Asistencia: 10.000 espectadores Árbitro(s): Metin Tokat (Turquía) |

#### Partido de play-off de la fase final clasificatoria para elXVIII campeonato de Europa sub-21
| 9 de octubre de 2010 | España sub-21             | 2:1' | Croacia sub-21 |                                                                  |                                                                  |
|                      | Adrián 20' · San José 42' |      | Skolnik 21'    | Asistencia: 12.200 espectadores Árbitro(s): Istvan Vad (Hungría) | Asistencia: 12.200 espectadores Árbitro(s): Istvan Vad (Hungría) |

#### Partido de play-off de la fase final clasificatoria para elXIX campeonato de Europa sub-21[2]
| 11 de octubre de 2012, 20:45 (UTC +2) | España sub-21                             | 5:0' | Dinamarca sub-21 |                                                                    |                                                                    |
|                                       | Rodrigo 15' 17' 20' 65' · Isco 78' (pen.) |      |                  | Asistencia: 11.200 espectadores Árbitro(s): Bobby Madden (Escocia) | Asistencia: 11.200 espectadores Árbitro(s): Bobby Madden (Escocia) |

#### Partido de clasificación para elXXI campeonato de Europa sub-21[3]
| 24 de marzo de 2016 | España sub-21 | 0:3' | Croacia sub-21                  |                                                                       |                                                                       |
|                     |               |      | Ćaleta-Car 36' · Perica 42' 48' | Asistencia: 10.000 espectadores Árbitro(s): Craig Pawson (Inglaterra) | Asistencia: 10.000 espectadores Árbitro(s): Craig Pawson (Inglaterra) |